# 푸남 딜론
푸남 딜론(Poonam Dhillon, 1962년 4월 18일 ~ )은 인도의 배우이다.